# Bourgerhof
Der Bourgerhof (oder auch Burgerhof oder Hof ter Borch) ist ein typischer niederrheinischer Bauernhof in Willich, Nordrhein-Westfalen aus dem 14. Jahrhundert.

## Geschichte
Der Bourgerhof war ursprünglich der „Hof ter Borch“ oder „Hof zur Burg“, womit die Burg Linn in Krefeld  gemeint war. Er wurde 1394 zum ersten Mal urkundlich erwähnt. Als Außenbesitz der Burg Linn war er persönliches Eigentum des Erzbischofs von Köln und durfte nur mit seiner Erlaubnis betreten oder verpachtet werden. Folglich nannte man den Hof erzbischöfliches Tafelgut.
Ein Siechenkreuz aus dem Jahr 1731 in Willich erinnert an die damaligen Bewohner und die Historie des Hofes. Es wurde von dem kurkölnischen Notar Johannes Ackers und seiner Ehefrau Sybilla Borger, Besitzerin des Bourgerhofes aus uraltem Bauernadel, geboren am 15. Februar 1693, an der heutigen Kreuzung Heiligenweg/Kreuzstraße in Willich errichtet. Es trägt die Inschrift
AEC CRVX IN DEI ATQVE BEATTAE VIRGINIS HONOREM POSITA A IOANNE ACKERS NOTARIO SYBILLA BORGER CONIUGIBU übersetzt: Dieses Kreuz wurde zu Gottes und der seligen Jungfrau Ehren errichtet von den Eheleuten Notar Johann Ackers und Sybilla Borger.
Der Bourgerhof ist heute in Privatbesitz.